# DanPilot
Danpilot - Lodseriet Danmark er den statslige lods i Danmark, og er en selvstændig offentlig virksomhed under Erhvervsministeriet, hvor Søfartsstyrelsen er den tilsynsførende myndighed. Bestemmelserne omkring lods i danske farvande er reguleret via lovgivning.
DanPilot varetager den statslige lodsvirksomhed gennem danske farvande fra enhver destination i Danmark til alle havne i Østersøen. De danske farvande er nogle af verdens mest trafikerede og samtidig passagen til og fra Østersøen.
Hvert år besejles ruten af tusindvis af store skibe med farligt gods blandt andet fra de store russiske olieterminaler. 
DanPilots flåde omfatter p.t. 32 lodsbåde, der transporterer lodser fra de 22 lodsstationer til kundernes skibe.